# Kronobergsbadet

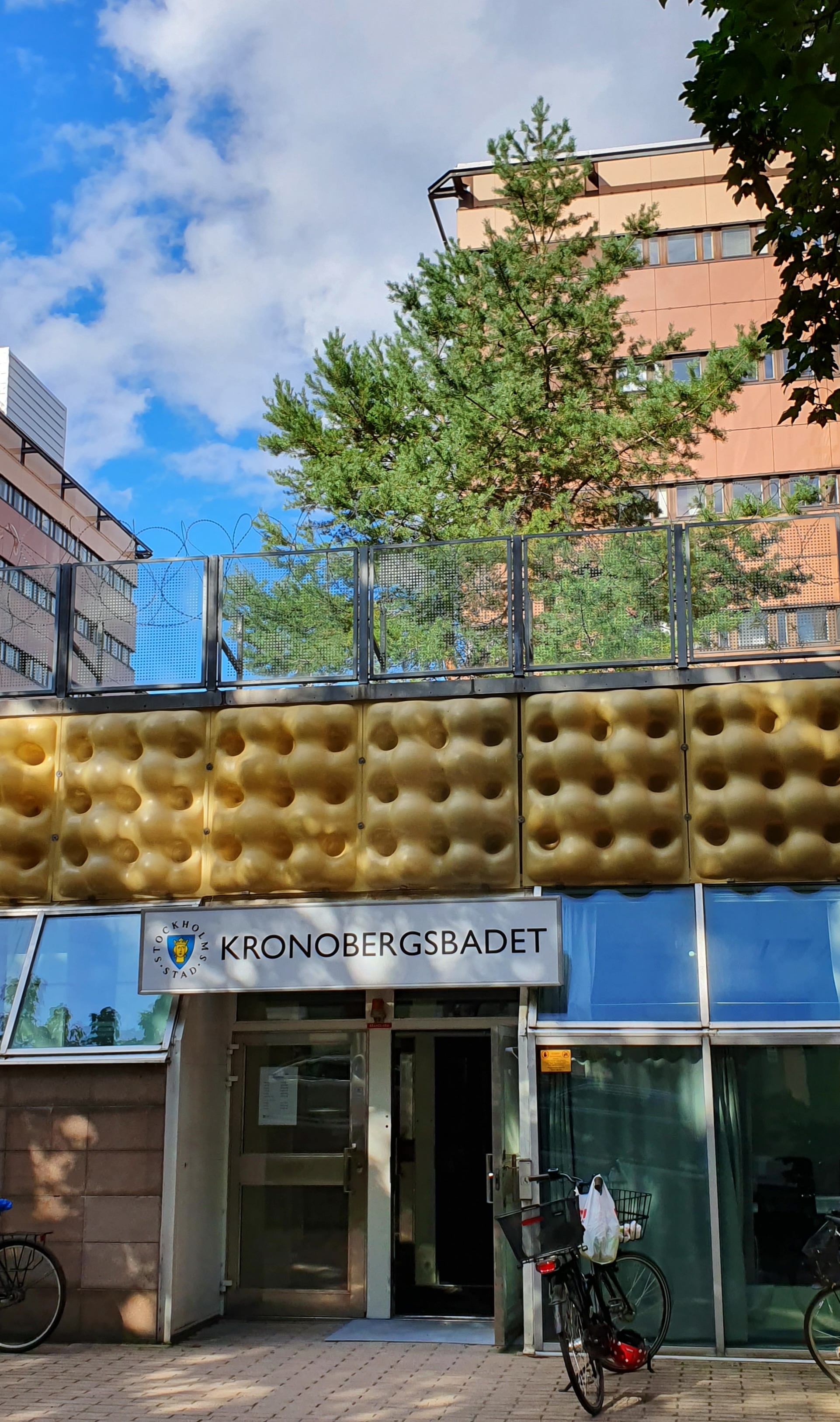
Kronobergsbadet

Kronobergsbadet är en simhall belägen i polishuset på Bergsgatan 58 på Kungsholmen i Stockholm. Sex banor om 25 m. Djup som mest 3,50 m, som minst 0,95.